# Hyssopus officinalis
L'issopo officinale (Hyssopus officinalis L.) è una pianta aromatica appartenente alla famiglia delle Lamiaceae e al genere Hyssopus.
È una pianta erbacea molto antica coltivata per le sue proprietà terapeutiche (espettoranti, digestive) e per gli usi in cucina.

## Descrizione
L’issopo è una pianta erbacea perenne. L’antesi si verifica in giugno-luglio e i suoi fiori sono frequentati dalle api poiché sono ricchi di nettare.
Si tratta di una specie che vive spontanea e solo raramente viene coltivata.
La pianta è cespugliosa, legnosa alla base e molto aromatica; il fusto e le numerose ramificazioni a sezione quadrangolare possono raggiungere un'altezza di 30 cm.
Le foglie sono opposte e glandulose.
I fiori sono piccoli, ermafroditi e sono raggruppati in verticilli che formano delle spighe laterali.
Presentano un calice tuboloso.
Il frutto è un achenio molto piccolo.
Tutte le parti della pianta sono caratterizzate da un aroma intenso e piccante e destinate all'estrazione dell’essenza di issopo che viene utilizzata dai produttori di cosmetici e liquori e dalle officine erboristiche.

## Coltivazione
La coltivazione può essere remunerativa dove c'è molta richiesta di essenza e la raccolta delle piante spontanee è troppo costosa.
La pianta si propaga per seme (per via gamica) o per via agamica.
La semina si esegue in giugno-luglio in semenzaio a terra oppure in contenitori.
La propagazione agamica si effettua per divisione di cespi o per talea.
La pianta cresce bene sui terreni calcarei, sciolti, preferibilmente in collina.
Questa pianta è molto resistente al freddo e al secco.
In fatto di fertilità non richiede molte attenzioni, in casi particolari si può effettuare una concimazione a base di letame o di zolfo.
Mediamente queste piante hanno un ciclo produttivo che dura 4-5 anni.

## Raccolta
La raccolta per l'estrazione dell'essenza avviene quando la pianta è in piena fioritura, cioè a giugno.
I rametti si tagliano alla base nel punto in cui finisce la parte legnosa così che la pianta possa ricrescere.

## Distribuzione e habitat
È originaria dell'Europa del sud e dell'Asia occidentale e cresce spontaneamente in prevalenza nelle zone montane dell'Italia del nord fino ai 1200 m s.l.m.

## Usi
Questa erbacea contiene una piccola quantità di tujone, quindi non si deve usare in dosi eccessive. L'issopo è un'erba officinale e un'erba medicinale.
L'issopo è un'ottima pianta mellifera, le api vi bottinano sopra i fiori; si può produrre del miele, ma la diffusione di quest'erba è scarsa ed è impossibile ottenere del monoflorale.

### Uso come spezia e profumo
- Ha un sapore di menta un po' amaro e può essere aggiunto alle minestre, alle insalate o alle carni, anche se dovrebbe essere usato con parsimonia poiché il sapore è molto forte.
- Entra nella composizione del liquore Chartreuse e di alcuni tipi di assenzio.
- L'issopo è un ingrediente dell'acqua di Colonia.
- Viene usato anche in alcune celebrazioni liturgiche della Chiesa cattolica per aspergere l'assemblea di fedeli.
- Nell’Esodo, durante la “notte della veglia”, fu la pianta che gli ebrei usarono per cospargere di sangue d’agnello gli stipiti delle loro porte per segnalare al Distruttore di risparmiare i loro primogeniti.